# Vườn quốc gia cao nguyên Blackdown

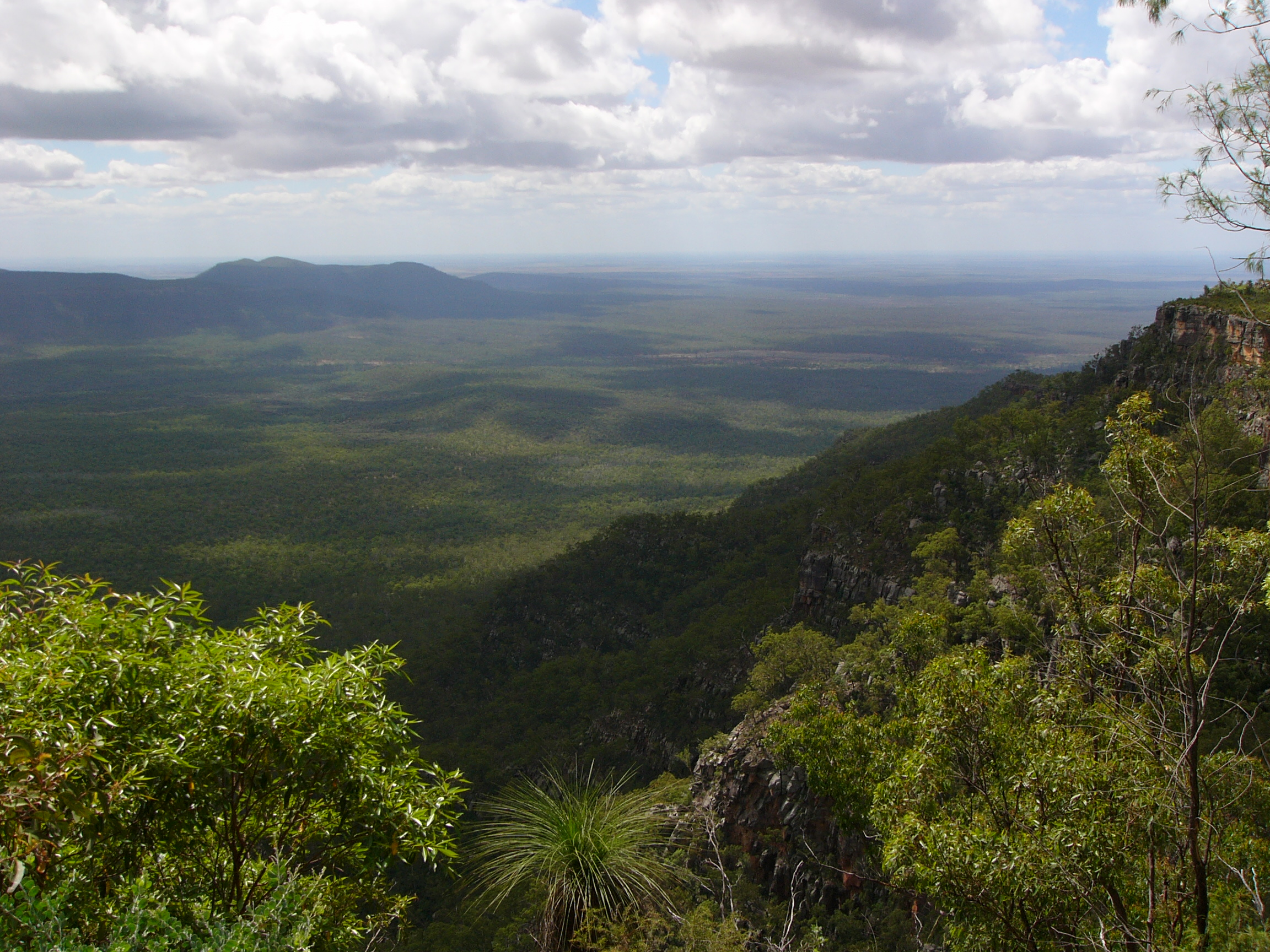
Cảnh nhìn từ đỉnh Blackdown Tableland

Vườn quốc gia Blackdown Tableland là một vườn quốc gia ở bang Queensland, Úc, cách thành phố Brisbane 576 km về phía tây bắc. Đây là một cao nguyên sa thạch cao 600 m, thình lình nổi lên từ khu đồng bằng bên dưới.
Cao nguyên này có khí hậu địa phương ôn hòa hơn vùng đồng bằng chung quanh, có các rừng cây, bãi thạch nam, dương xỉ cùng nhiều cây và động vật khác; trong số đó có nhiều cây và động vật không tìm thấy ở bất cứ nơi nào khác.
Khu vực này là nơi cư ngụ truyền thống của người Ghungalu, một bộ tộc thổ dân. Trong vườn cũng có các hình khắc trên đá.

#### Các dữ kiện
- Diện tích: 320 km²
- Tọa độ địa lý: 23°43′25″N 149°03′37″Đ / 23,72361°N 149,06028°Đ
- Ngày thành lập: 1991
- Cơ quan quản lý: Queensland Parks and Wildlife Service
- Loại IUCN: II